# Cuatretonda
Cuatretonda (en valenciano y oficialmente Quatretonda) es un municipio de la Comunidad Valenciana, España. Perteneciente a la provincia de Valencia, en la comarca de Valle de Albaida. Cuenta con una población de 2206 habitantes (INE 2024).

## Geografía
Cuatretonda está situada en la provincia de Valencia, en el Valle de Albaida (vall blanca). 
Se sitúa en un terreno relativamente llano de tierras de secano en un término alargado en rectángulo del NE. A SO., y altitudes que van desde los 673 m del Alto de la Hiedra, al norte, hasta los escasos 145 m. en la confluencia de los barrancos de Torrella y Pilarets.
Desde Valencia, se accede a esta localidad a través de la A-7 para enlazar con la N-340 y la CV-612.

### Localidades limítrofes
El término municipal de Cuatretonda limita con las siguientes localidades:Barcheta, Bárig, Benigánim, Luchente, Pinet, Puebla del Duc y Simat de Valldigna, todas ellas de la provincia de Valencia.

## Historia
Cuatretonda, encuentra sus raíces históricas "documentadas" a partir de la conquista cristiana del siglo XIII, conocida comúnmente como la Reconquista. Es, así pues, en el Llibre del Repartiment donde encontramos la primera fuente que habla de esta población, más concretamente el asentamiento núm. 1975 referencia las donaciones hechas por el monarca Jaime I en término de Luchente:

A Pasqual d'Opte y a Domènec de Moia, y a veinte pobladores que llaman...todas en las alquerías que se llaman Quartonda y Vinuvayra. 7 de mayo. 1248.

Los antecedentes a esta etapa hay que buscarlos en la toponimia y arqueología; así diversos autores han hablado del componente ibérico del nombre Cuatretonda, otros, en cambio, lo han situado en época romana. Con todo, y de época prehistórica se han hallado yacimientos del bronce e Íberos en las partidas de los Castellarets, Mahíques y Nul·les, así como restos romanos en Simona y Sant Martí.
Los siglos XIII, XIV y XV significan la etapa de asentamiento de la nueva población cristiana, dentro del marco territorial conocido por Baronía de Luchente, de la cual Cuatretonda pasa a formar parte como una de sus calles.
Con el siglo XVI Cuatretonda vive uno de los momentos claves de su historia, al erigirse en una nueva villa por privilegio atorgado por el propio rey Felipe I de España, que la declaraba independiente jurídicamente y territorial, gracias, sobre todo, al crecimiento económico y demográfico.
Desde este momento la nueva villa jugará un papel determinante dentro de la Baronía de Luchente, un marco señorial que se alargará hasta el siglo XIX en que con la desaparición del Antiguo Régimen, Cuatretonda se conforma en una unidad territorial, ya que en el término que hasta entonces solo incluía las tierras del llano, se unirá ahora (con el proceso desamortizador) en un patrimonio económico, natural e histórico de gran valor (la Sierra). A partir del cual se asentará el progreso de la población a lo largo del siglo XX.

## Demografía
Cuatretonda cuenta con una población de 2206 habitantes (INE 2024).
| Gráfica de evolución demográfica de Cuatretonda entre 1842 y 2021                                                   |
| |
| Población de derecho según los censos de población del INE Población de hecho según los censos de población del INE |

## Economía
La economía de Cuatretonda se basa en la agricultura de secano, regadío y en la ganadería, aunque esta última en menor medida.

## Administración y política
| Periodo   | Nombre                                             | Partido        |
| --------- | -------------------------------------------------- | -------------- |
| 1979-1983 | Marta Benavent Margarit                            | COMPROMÍS      |
| 1983-1987 | Enrique Oltra Margarit                             | PSOE           |
| 1987-1991 | Juan Mahíques                                      | PP             |
| 1991-1995 | José Vidal Oltra                                   | PP             |
| 1995-1999 | José Vidal Oltra                                   | PP             |
| 1999-2003 | Salvador Climent Alberola Ángel Fortuño Sentandreu | BLOC PSOE      |
| 2003-2007 | Ángel Fortuño Sentandreu Rafael Benavent Vidal     | PSOE BLOC      |
| 2007-2011 | Rafael Benavent Vidal David Mahíques               | BLOC PSPV-PSOE |
| 2011-2015 | José Luis Oltra Ferrero                            | PP             |
| 2015-2019 | Enrique Benavent Oltra Aina Benavent Giménez       | PSOE Compromís |
| 2019-2023 | Aina Benavent Giménez                              | Compromís      |
| 2023-act. | Justo Oltra Benavent                               | PP             |

## Patrimonio
- Iglesia parroquial. Está dedicada a los Santos Juanes, es del siglo XVI. Tiene una torre hexagonal de sillería terminada en 1604; en la capilla de la comunión hay varias pinturas murales, realizadas por Miguel Vaquerer en 1965. Fue erigida en vicaría en 1530 y filial de la de Luchente hasta 1902, en que fue ascendida a parroquia.
- Ermita de San José.
- Ermita de San Martín.
- Casa de la Bastida. Situada en la inmensa sierra de Cuatretonda, esta casa ofrece un entretenimiento muy diverso y unas experiencias cercanas a la naturaleza, a la sierra, que no se pueden vivir en otros lugares. La sierra de Cuatretonda se extiende prácticamente hasta la pequeña localidad de "Plana de Corrales", posee una enorme riqueza botánica, existen en la sierra una gran cantidad de plantas como el tomillo o el romero, la población de pinos es muy rica aunque menor en las últimas décadas como consecuencia de diversos incendios producidos por las altas temperaturas de la zona en verano.

## Fiestas locales
- Fiestas Patronales. Celebra sus fiestas patronales que se hacen coincidir con el primer fin de semana de septiembre, a la Virgen del Rosario, Divina Aurora, Cristo de la Fe y San José.
- Festividad de San Pedro (Sant Pere). Se celebran los encierros de bous al carrer y las fiestas se hacen coincidir con el fin de semana más cercano a San Pedro (el 29 de junio).
- San Martín (festa de Sant Martí). Se celebra el 11 de noviembre. Se hace una romería de la iglesia a la ermita, donde se celebra la misa. Después de la misa, la gente se va a comer por el campo. Típico de este día son las cocas de San Martín.
- La Candelera. Se celebra el día 2 de febrero. Van a la iglesia, se bendicen las candelas y se reparten entre los asistentes.
- San Vicente (Sant Vicent). Se celebra el lunes siguiente de Pascua. Se hace una procesión por la mañana por la calle San Vicente y por la noche se celebra una cena en la misma calle con baile.
- Fiesta del Carrer Nou. Se celebra el segundo domingo de mayo. El día anterior a la fiesta se hace una cena en toda la calle con baile. El mismo día se traslada a la Virgen de los Desamparados de la ermita a la iglesia y se hace una misa. Por la tarde se hace una procesión y las ofrendas de comida. Seguidamente, se baila la típico baile (dansà) o bailes tradicionales por toda la calle.
- Semana cultural. Una semana antes de las Fiestas Patronales, se realiza la Semana Cultural, donde se realizan diferentes actividades, exposiciones y mercado medieval.